# Liste des mammifères en Côte d'Ivoire
Cette liste présente les espèces de mammifères qui ont été identifiées en Côte d'Ivoire. Parmi ces espèces, une est actuellement en danger critique d'extinction, dix sont considérées comme étant en danger, quatorze sont vulnérables et dix-sept sont presque menacées.
Les étiquettes ci-dessous sont employées afin de souligner l'état de conservation de chaque espèce, tel qu'évalué par l'Union internationale pour la conservation de la nature :
| EX | Éteint                  | Il ne fait aucun doute raisonnable que le dernier individu est décédé.                                                                   |
| EO | Éteint à l'état sauvage | Connu seulement pour survivre en captivité ou en tant que populations naturalisées bien en dehors de son aire de répartition précédente. |
| RC | Danger critique         | L'espèce est en danger imminent d'extinction à l'état sauvage.                                                                           |
| FR | En voie de disparition  | L'espèce est confrontée à un risque extrêmement élevé d'extinction à l'état sauvage.                                                     |
| VU | Vulnérable              | L'espèce est confrontée à un risque élevé d'extinction à l'état sauvage.                                                                 |
| NT | Quasi menacée           | L'espèce ne répond à aucun des critères qui la classeraient comme menacée d'extinction, mais il est probable qu'elle le fera à l'avenir. |
| CL | Préoccupation mineure   | Il n'y a actuellement aucun risque identifiable pour l'espèce.                                                                           |
| JJ | Données insuffisantes   | Il n'y a pas suffisamment d'informations pour évaluer les risques pour cette espèce.                                                     |

Un certain nombre d'espèces ont été évaluées à l'aide d'un ensemble de critères antérieurs, et par conséquent, au lieu d'être classées comme étant quasi menacées ou ayant un statut de préoccupation mineure, elles sont catégorisées comme suit :
| LR/cd | Faible risque/dépendance à la conservation | Espèces qui faisaient l'objet de programmes de conservation et qui auraient pu passer dans une catégorie à risque plus élevé si ce programme avait été interrompu. |
| LR/nt | Risque plus faible/quasi menacé            | Espèces proches d'être classées vulnérables mais ne faisant pas l'objet de programmes de conservation.                                                             |
| LR/cl | Risque plus faible/Préoccupation mineure   | Espèces pour lesquelles il n'y a pas de risques identifiables. |

## Ordre:Afrosoricida(tenrecs et taupes dorées)
Les taupes dorées d'Afrique australe et les tenrecs de Madagascar et d'Afrique appartiennent à l'ordre Afrosoricida, qui regroupe deux familles de petits mammifères. Traditionnellement, ces espèces étaient classées dans l'ordre Insectivora.
- Famille : Tenrecidae (tenrecs)
  - Sous-famille : Potamogalinae
    - Genre : Micropotamogale
      - Musaraigne loutre Nimba, M. lamottei VU

## Ordre:Hyracoidea(hyrax)
Les damans sont une des quatre espèces de mammifères herbivores trapus et de petite taille appartenant à l'ordre des Hyracoidea. Ils sont à peu près de la taille d'un chat domestique, dotés d'un corps arrondi et d'une queue trapue, ainsi que d'une fourrure abondante. Ces animaux sont originaires d'Afrique et du Moyen-Orient.
- Famille : Procaviidae (hyrax)
  - Genre : Dendrohyrax
    - Hyrax des arbres de l'Ouest, D. dorsalis LC

## Ordre:Proboscidea(éléphants)
Les éléphants sont constitués de trois espèces vivantes et sont considérés comme étant les plus grands animaux terrestres actuels.
- Famille : Elephantidae (éléphants)
  - Genre : Loxodonte
    - Éléphant de forêt d'Afrique, L. cyclotis CR[2]

## Ordre:Sirenia(lamantins et dugongs)
Sirenia est un ordre de mammifères herbivores qui vivent exclusivement dans les environnements aquatiques tels que les rivières, les estuaires, les eaux marines côtières, les marécages et les zones humides marines. Malheureusement, les quatre espèces appartenant à cet ordre sont menacées.
- Famille : Trichéchidés
  - Genre : Trichechus
    - Lamantin africain, Trichechus senegalensis VU

## Ordre:Primates

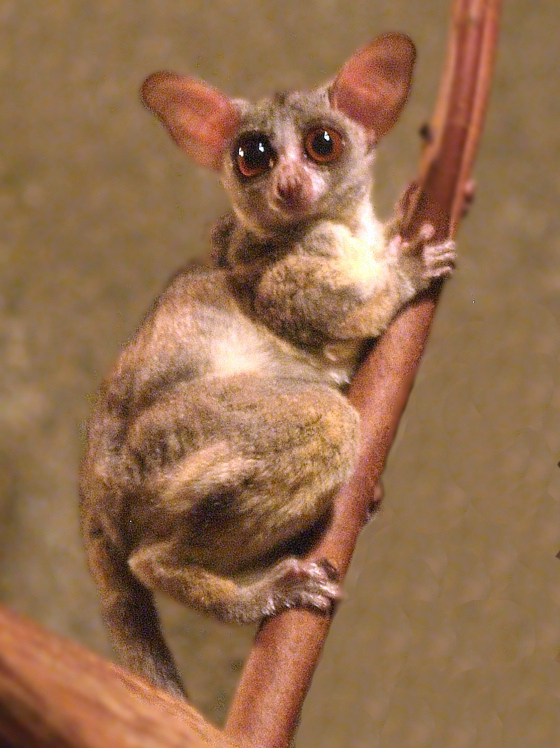
Bébé brousse du Sénégal

Les primates, qui comprennent les humains ainsi que leurs parents les plus proches, se divisent en plusieurs groupes : les lémuriens, les lorisoïdes, les tarsiers, les singes et les grands singes.
- Sous-ordre : Strepsirrhini
  - Infra-ordre : Lémuriformes
    - Superfamille : Lorisoidea
      - Famille : Lorisidae (loris, bushbabies)
        - Genre : Perodicticus
          - Potto, Perodicticus potto LR/lc

      - Famille : Galagidés
        - Genre : Galagoïdes
          - Bushbaby du prince Demidoff, Galagoides demidovii LR/lc

        - Genre : Galago
          - Galago du Sénégal, Galago senegalensis LR/lc
- Sous-ordre : Haplorhini
  - Infraordre : Simiiformes
    - Parvorder: Catarrhini
      - Superfamille : Cercopithecoidea
        - Famille : Cercopithecidae (singes de l'Ancien Monde)
          - Genre : Erythrocebus
            - Singe patas, Erythrocebus patas LR/lc

          - Genre : Chlorocébus
            - Singe vert, Chlorocebus sabaeus LR/lc

          - Genre : Cercopithecus
            - Singe mona de Campbell, Cercopithecus campbelli LR/lc
            - Singe diane, Cercopithecus diana FR
            - Grand singe à nez tacheté, Cercopithecus nictitans LR/lc
            - Singe à nez tacheté moindre, Cercopithecus petaurista LR/lc

          - Genre : Papio
            - Babouin olive, Papio anubis LR/lc

          - Genre : Cercocebus
            - Mangabey fuligineux, Cercocebus atys LR/nt
            - Mangabey à collier, Cercocebus torquatus LR/nt

          - Sous-famille : Colobinae
            - Genre : Colobe
              - Colobe royal, Colobus polykomos LR/nt
              - Colobe ursin, Colobus vellerosus VU

            - Genre : Procolobus
              - Colobe rouge, Procolobus badius EN
              - Colobe olive, Procolobus verus LR/nt

      - Superfamille : Hominoidea
        - Famille : Hominidés (grands singes)
          - Sous-famille : Homininae
            - Tribu : Panini
              - Genre: Casserole
                - Chimpanzé commun, Pan troglodytes FR

## Ordre:Rodentia(rongeurs)

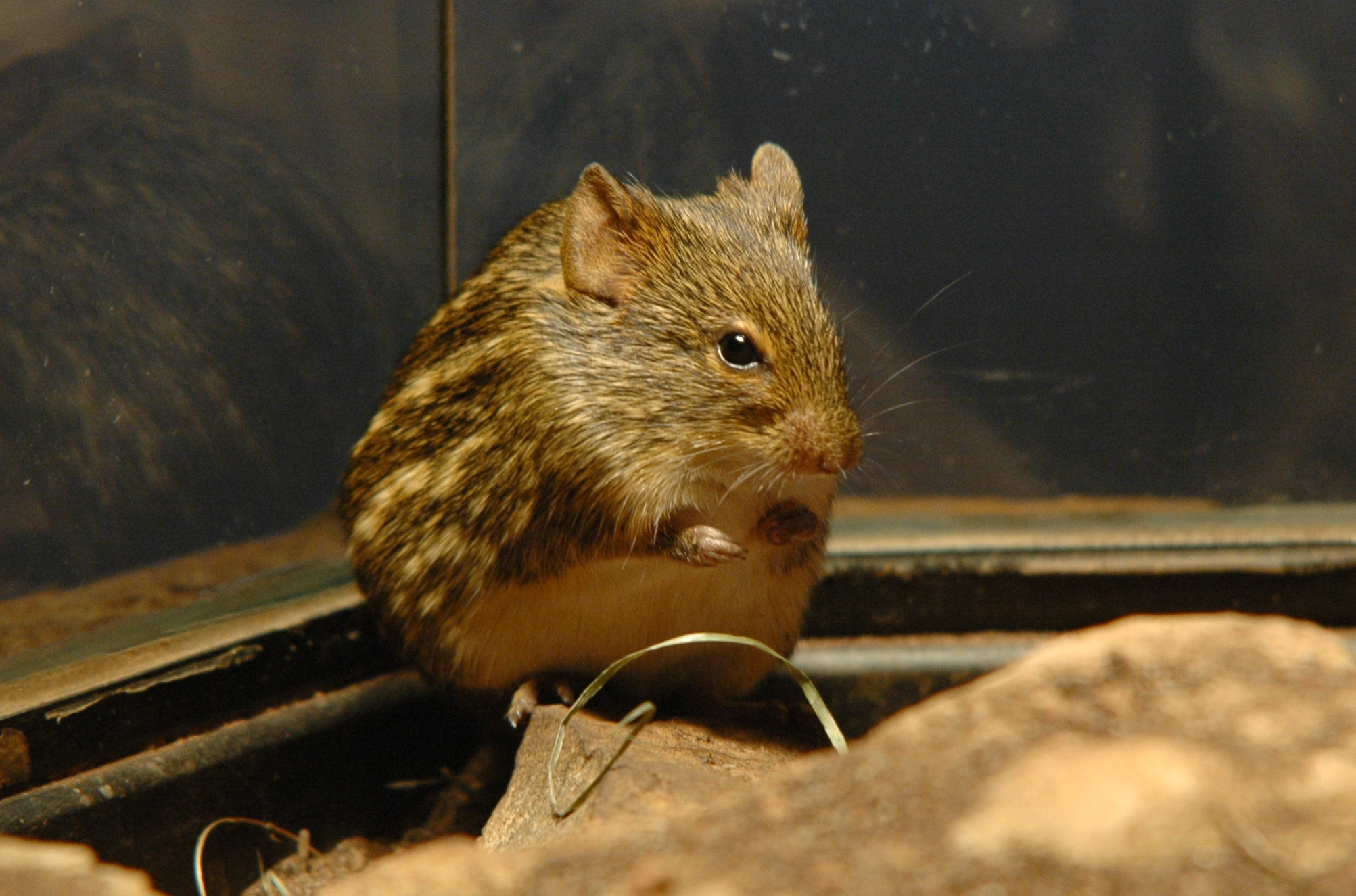
Souris d'herbe rayée typique

Les rongeurs sont l'ordre de mammifères le plus important, représentant plus de 40% des espèces de mammifères connues. Ils se caractérisent par la présence de deux incisives dans la mâchoire supérieure et inférieure qui poussent constamment et qui nécessitent d'être raccourcies en les rongeant. Bien que la majorité des rongeurs soient petits, le capybara peut atteindre un poids impressionnant de 45 kg.
- Suborder: Hystricognathi
  - Family: Hystricidae (Old World porcupines)
    - Genus: Hystrix
      - Crested porcupine, Hystrix cristata LC

  - Family: Thryonomyidae (cane rats)
    - Genus: Thryonomys
      - Greater cane rat, Thryonomys swinderianus LC
- Suborder: Sciurognathi
  - Family: Anomaluridae
    - Subfamily: Anomalurinae
      - Genus: Anomalurus
        - Lord Derby's scaly-tailed squirrel, Anomalurus derbianus LC
        - Pel's scaly-tailed squirrel, Anomalurus pelii NT

      - Genus: Anomalurops
        - Beecroft's scaly-tailed squirrel, Anomalurops beecrofti LC

    - Subfamily: Zenkerellinae
      - Genus: Idiurus
        - Long-eared flying mouse, Idiurus macrotis LC

  - Family: Sciuridae (squirrels)
    - Subfamily: Xerinae
      - Tribe: Xerini
        - Genus: Xerus
          - Striped ground squirrel, Xerus erythropus LC

      - Tribe: Protoxerini
        - Genus: Epixerus
          - Western palm squirrel, Epixerus ebii DD

        - Genus: Funisciurus
          - Fire-footed rope squirrel, Funisciurus pyrropus LC
          - Kintampo rope squirrel, Funisciurus substriatus DD

        - Genus: Heliosciurus
          - Gambian sun squirrel, Heliosciurus gambianus LC
          - Small sun squirrel, Heliosciurus punctatus DD
          - Red-legged sun squirrel, Heliosciurus rufobrachium LC

        - Genus: Paraxerus
          - Green bush squirrel, Paraxerus poensis LC

        - Genus: Protoxerus
          - Slender-tailed squirrel, Protoxerus aubinnii DD
          - Forest giant squirrel, Protoxerus stangeri LC

  - Family: Gliridae (dormice)
    - Subfamily: Graphiurinae
      - Genus: Graphiurus
        - Jentink's dormouse, Graphiurus crassicaudatus DD

  - Family: Nesomyidae
    - Subfamily: Dendromurinae
      - Genus: Steatomys
        - Northwestern fat mouse, Steatomys caurinus LC

    - Subfamily: Cricetomyinae
      - Genus: Cricetomys
        - Emin's pouched rat, Cricetomys emini LC
        - Gambian pouched rat, Cricetomys gambianus LC

  - Family: Muridae (mice, rats, voles, gerbils, hamsters, etc.)
    - Subfamily: Deomyinae
      - Genus: Lophuromys
        - Rusty-bellied brush-furred rat, Lophuromys sikapusi LC

      - Genus: Uranomys
        - Rudd's mouse, Uranomys ruddi LC

    - Subfamily: Gerbillinae
      - Genus: Tatera
        - Guinean gerbil, Tatera guineae LC
        - Kemp's gerbil, Tatera kempi LC

      - Genus: Taterillus
        - Gracile tateril, Taterillus gracilis LC

    - Subfamily: Murinae
      - Genus: Arvicanthis
        - Sudanian grass rat, Arvicanthis ansorgei LC
        - African grass rat, Arvicanthis niloticus LC
        - Guinean grass rat, Arvicanthis rufinus LC

      - Genus: Dasymys
        - West African shaggy rat, Dasymys rufulus LC

      - Genus: Dephomys
        - Defua rat, Dephomys defua LC
        - Ivory Coast rat, Dephomys eburnea LC

      - Genus: Grammomys
        - Bunting's thicket rat, Grammomys buntingi DD
        - Shining thicket rat, Grammomys rutilans LC

      - Genus: Hybomys
        - Miller's striped mouse, Hybomys planifrons LC
        - Temminck's striped mouse, Hybomys trivirgatus LC

      - Genus: Hylomyscus
        - Allen's wood mouse, Hylomyscus alleni LC
        - Baer's wood mouse, Hylomyscus baeri EN

      - Genus: Lemniscomys
        - Bellier's striped grass mouse, Lemniscomys bellieri LC
        - Senegal one-striped grass mouse, Lemniscomys linulus DD
        - Typical striped grass mouse, Lemniscomys striatus LC
        - Heuglin's striped grass mouse, Lemniscomys zebra LC

      - Genus: Malacomys
        - Cansdale's swamp rat, Malacomys cansdalei LC
        - Edward's swamp rat, Malacomys edwardsi LC

      - Genus: Mastomys
        - Guinea multimammate mouse, Mastomys erythroleucus LC
        - Natal multimammate mouse, Mastomys natalensis LC

      - Genus: Mus
        - Baoule's mouse, Mus baoulei LC
        - Hausa mouse, Mus haussa LC
        - Matthey's mouse, Mus mattheyi LC
        - African pygmy mouse, Mus minutoides LC
        - Peters's mouse, Mus setulosus LC

      - Genus: Mylomys
        - African groove-toothed rat, Mylomys dybowskii LC

      - Genus: Oenomys
        - Ghana rufous-nosed rat, Oenomys ornatus DD

      - Genus: Praomys
        - Dalton's mouse, Praomys daltoni LC
        - Forest soft-furred mouse, Praomys rostratus LC
        - Tullberg's soft-furred mouse, Praomys tullbergi LC

## Ordre:Erinaceomorpha(hérissons et gymnures)
L'ordre desErinaceomorpha ne comprend qu'une seule famille, les Erinaceidae, qui regroupe les hérissons et les gymnures. Les hérissons sont facilement identifiables par leurs épines, tandis que les gymnures ressemblent davantage à des rats de grande taille.
- Famille : Erinaceidae (hérissons)
  - Sous-famille : Erinaceinae
    - Genre : Atelerix
      - Hérisson à quatre doigts, Atelerix albiventris LR/lc

## Ordre:Soricomorpha(musaraignes, taupes et solénodons)
Les "musaraignes" sont des mammifères insectivores, qui, avec les solénodons, ressemblent beaucoup aux souris, tandis que les taupes ont un corps plus trapu et sont des spécialistes du creusage de tunnels.
- Famille : Soricidae (musaraignes)
  - Sous-famille : Crocidurinae
    - Genre : Crocidura
      - Musaraigne de Buettikofer, Crocidura buettikoferi LC
      - Musaraigne de Crosse, Crocidura crossei LC
      - Musaraigne musquée de Doucet, Crocidura douceti DD
      - La musaraigne du renard, Crocidura foxi LC
      - Musaraigne musquée bicolore, Crocidura fuscomurina LC
      - Musaraigne à grosse tête, Crocidura grandiceps NT
      - La musaraigne de Lamotte, Crocidura lamottei LC
      - Musaraigne à longue queue d'Afrique de l'Ouest, Crocidura muricauda LC
      - Musaraigne du Nigeria, Crocidura nigeriae LC
      - Musaraigne nimba, Crocidura nimbae VU
      - Musaraigne pygmée d'Afrique de l'Ouest, Crocidura obscurior LC
      - Musaraigne géante africaine, Crocidura olivieri LC
      - Musaraigne musquée de Fraser, Crocidura poensis LC
      - Musaraigne de Thérèse, Crocidura theresae LC
      - La musaraigne de Wimmer, Crocidura wimmeri CR

    - Genre : Sylvisorex
      - Musaraigne grimpante, Sylvisorex megalura LC

## Ordre:Chiroptères(chauves-souris)
La caractéristique la plus marquante des chauves-souris est la présence d'ailes formées par leurs membres antérieurs, ce qui les rend uniques parmi les mammifères en leur permettant de voler. Environ 20 % de toutes les espèces de mammifères sont des chauves-souris.
- Family: Pteropodidae (flying foxes, Old World fruit bats)
  - Subfamily: Pteropodinae
    - Genus: Eidolon
      - Straw-coloured fruit bat, Eidolon helvum LC

    - Genus: Epomophorus
      - Gambian epauletted fruit bat, Epomophorus gambianus LC

    - Genus: Epomops
      - Buettikofer's epauletted fruit bat, Epomops buettikoferi LC
      - Franquet's epauletted fruit bat, Epomops franqueti LC

    - Genus: Hypsignathus
      - Hammer-headed bat, Hypsignathus monstrosus LC

    - Genus: Lissonycteris
      - Smith's fruit bat, Lissonycteris smithi LC

    - Genus: Micropteropus
      - Peters's dwarf epauletted fruit bat, Micropteropus pusillus LC

    - Genus: Myonycteris
      - Little collared fruit bat, Myonycteris torquata LC

    - Genus: Nanonycteris
      - Veldkamp's dwarf epauletted fruit bat, Nanonycteris veldkampi LC

    - Genus: Rousettus
      - Egyptian fruit bat, Rousettus aegyptiacus LC

    - Genus: Scotonycteris
      - Pohle's fruit bat, Scotonycteris ophiodon EN
      - Zenker's fruit bat, Scotonycteris zenkeri NT

  - Subfamily: Macroglossinae
    - Genus: Megaloglossus
      - Woermann's bat, Megaloglossus woermanni LC
- Family: Vespertilionidae
  - Subfamily: Kerivoulinae
    - Genus: Kerivoula
      - Copper woolly bat, Kerivoula cuprosa NT
      - Lesser woolly bat, Kerivoula lanosa LC
      - Spurrell's woolly bat, Kerivoula phalaena NT

  - Subfamily: Myotinae
    - Genus: Myotis
      - Rufous mouse-eared bat, Myotis bocagii LC

  - Subfamily: Vespertilioninae
    - Genus: Glauconycteris
      - Beatrix's bat, Glauconycteris beatrix NT
      - Abo bat, Glauconycteris poensis LC
      - Pied bat, Glauconycteris superba VU

    - Genus: Hypsugo
      - Broad-headed pipistrelle, Hypsugo crassulus LC

    - Genus: Mimetillus
      - Moloney's mimic bat, Mimetillus moloneyi LC

    - Genus: Neoromicia
      - Dark-brown serotine, Neoromicia brunneus NT
      - Cape serotine, Neoromicia capensis LC
      - Tiny serotine, Neoromicia guineensis LC
      - Banana pipistrelle, Neoromicia nanus LC
      - Somali serotine, Neoromicia somalicus LC
      - White-winged serotine, Neoromicia tenuipinnis LC

    - Genus: Pipistrellus
      - Tiny pipistrelle, Pipistrellus nanulus LC

    - Genus: Scotoecus
      - Light-winged lesser house bat, Scotoecus albofuscus DD
      - Dark-winged lesser house bat, Scotoecus hirundo DD

    - Genus: Scotophilus
      - African yellow bat, Scotophilus dinganii LC
      - White-bellied yellow bat, Scotophilus leucogaster LC
      - Schreber's yellow bat, Scotophilus nigrita NT
      - Robbins's yellow bat, Scotophilus nucella VU
      - Nut-colored yellow bat, Scotophilus nux LC
      - Greenish yellow bat, Scotophilus viridis LC
- Family: Molossidae
  - Genus: Chaerephon
    - Duke of Abruzzi's free-tailed bat, Chaerephon aloysiisabaudiae NT
    - Gland-tailed free-tailed bat, Chaerephon bemmeleni LC
    - Lappet-eared free-tailed bat, Chaerephon major LC
    - Little free-tailed bat, Chaerephon pumila LC

  - Genus: Mops
    - Sierra Leone free-tailed bat, Mops brachypterus LC
    - Angolan free-tailed bat, Mops condylurus LC
    - Mongalla free-tailed bat, Mops demonstrator NT
    - Dwarf free-tailed bat, Mops nanulus LC
    - Spurrell's free-tailed bat, Mops spurrelli LC
    - Railer bat, Mops thersites LC
    - Trevor's free-tailed bat, Mops trevori VU

  - Genus: Myopterus
    - Daubenton's free-tailed bat, Myopterus daubentonii NT

  - Genus: Otomops
    - Large-eared free-tailed bat, Otomops martiensseni NT
- Family: Emballonuridae
  - Genus: Coleura
    - African sheath-tailed bat, Coleura afra LC

  - Genus: Saccolaimus
    - Pel's pouched bat, Saccolaimus peli NT

  - Genus: Taphozous
    - Mauritian tomb bat, Taphozous mauritianus LC
- Family: Nycteridae
  - Genus: Nycteris
    - Bate's slit-faced bat, Nycteris arge LC
    - Gambian slit-faced bat, Nycteris gambiensis LC
    - Large slit-faced bat, Nycteris grandis LC
    - Hairy slit-faced bat, Nycteris hispida LC
    - Intermediate slit-faced bat, Nycteris intermedia NT
    - Large-eared slit-faced bat, Nycteris macrotis LC
    - Ja slit-faced bat, Nycteris major VU
    - Dwarf slit-faced bat, Nycteris nana LC
    - Egyptian slit-faced bat, Nycteris thebaica LC
- Family: Megadermatidae
  - Genus: Lavia
    - Yellow-winged bat, Lavia frons LC
- Family: Rhinolophidae
  - Subfamily: Rhinolophinae
    - Genus: Rhinolophus
      - Halcyon horseshoe bat, Rhinolophus alcyone LC
      - Rüppell's horseshoe bat, Rhinolophus fumigatus LC
      - Guinean horseshoe bat, Rhinolophus guineensis VU
      - Lander's horseshoe bat, Rhinolophus landeri LC
      - Bushveld horseshoe bat, Rhinolophus simulator LC

  - Subfamily: Hipposiderinae
    - Genus: Hipposideros
      - Aba roundleaf bat, Hipposideros abae NT
      - Benito roundleaf bat, Hipposideros beatus LC
      - Sundevall's roundleaf bat, Hipposideros caffer LC
      - Cyclops roundleaf bat, Hipposideros cyclops LC
      - Sooty roundleaf bat, Hipposideros fuliginosus NT
      - Giant roundleaf bat, Hipposideros gigas LC
      - Jones's roundleaf bat, Hipposideros jonesi NT
      - Aellen's roundleaf bat, Hipposideros marisae EN
      - Noack's roundleaf bat, Hipposideros ruber LC

## Ordre:Pholidota(pangolins)
L'ordre Pholidota est composé des huit espèces de pangolins, qui sont des animaux insectivores ressemblant à des fourmiliers. Ils se distinguent des autres espèces de fourmiliers par leurs griffes puissantes, leur museau allongé et leur longue langue.
- Famille : Manidés
  - Genre: Manis
    - Pangolin géant, Manis gigantea LR/lc
    - Pangolin à longue queue, Manis tetradactyla LR/lc
    - Pangolin arboricole, Manis tricuspis LR/lc

## Ordre:Cétacés(baleines)

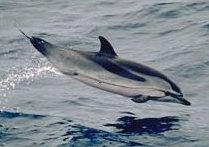
Dauphin rayé

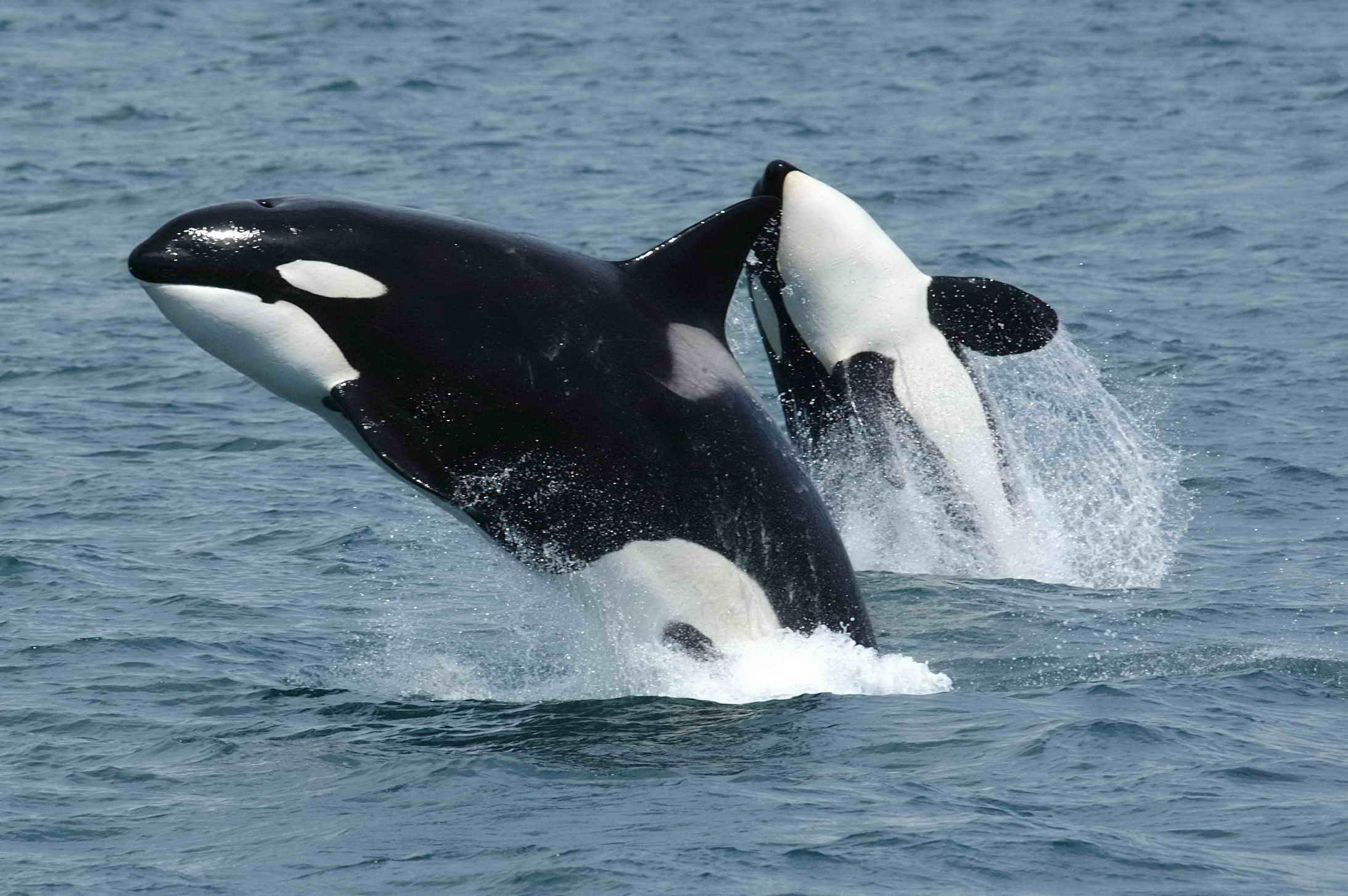
Orques

Les baleines, les dauphins et les marsouins appartiennent à l'ordre des cétacés, qui comprend les mammifères les mieux adaptés à la vie aquatique. Leur corps est presque glabre en forme de fuseau et est protégé par une épaisse couche de graisse. Leurs membres antérieurs et leur queue sont également modifiés pour assurer la propulsion sous l'eau.
- Sous-ordre : Mysticéti
  - Famille : Balaenoptéridés
    - Sous-famille : Balaenopterinae
      - Genre : Balaenoptera
        - Petit rorqual commun, Balaenoptera acutorostrata VU
        - Rorqual boréal, Balaenoptera borealis FR
        - Rorqual de Bryde, Balaenoptera brydei FR
        - Rorqual bleu, Balaenoptera musculus FR
        - Rorqual commun, Balaenoptera physalus FR

    - Sous-famille : Megapterinae
      - Genre : Mégaptères
        - Baleine à bosse, Megaptera novaeangliae VU
- Sous-ordre : Odontocètes
  - Superfamille : Platanistoidea
    - Famille : Phocoénidés
      - Genre : Phocoena
        - Marsouin commun, Phocoena phocoena VU

    - Famille : Physeteridae
      - Genre : Physeter
        - Cachalot, Physeter macrocephalus VU

    - Famille : Kogiidés
      - Genre: Kogia
        - Cachalot pygmée, Kogia breviceps DD
        - Cachalot nain, Kogia sima DD

    - Famille : Ziphidés
      - Genre : Mésoplodon
        -           - Baleine à bec de Blainville, Mesoplodon densirostris DD
          - Baleine à bec de Gervais, Mesoplodon europaeus DD

      - Genre : Ziphius
        -           - Baleine à bec de Cuvier, Ziphius cavirostris DD

    - Famille : Delphinidae (dauphins marins)
      -         - Genre : Orcinus
        - Orque, O. orque DD[3]
        - Genre : Férésa
        - Orque pygmée, Feresa attenuata DD
        - Genre : Pseudorque
        - Fausse orque, Pseudorca crassidens DD

      - Genre : Delphinus
        - Dauphin commun à bec court, Delphinus delphis LR/cd
        - Dauphin commun à long bec, Delphinus capensis DD

      - Genre : Sousa
        - Dauphin à bosse de l'Atlantique, Sousa teuszii CR[4]

      - Genre : Lagenodelphis
        - Dauphin de Fraser, Lagenodelphis hosei DD

      - Genre : Sténelle
        - Dauphin tacheté pantropical, Stenella attenuata LR/cd
        - Dauphin clymène, Stenella clymene DD
        - Dauphin rayé, Stenella coeruleoalba DD
        - Dauphin tacheté de l'Atlantique, Stenella frontalis DD
        - Dauphin à long bec, Stenella longirostris LR/cd

      - Genre : Steno
        - Dauphin à dents rugueuses, Steno bredanensis DD

      - Genre : Tursiops
        - Grand dauphin commun, Tursiops truncatus LC

      - Genre : Globicephala
        - Globicéphale à nageoires courtes, Globicephala macrorhynchus DD

      - Genre : Grampus
        - Dauphin de Risso, Grampus griseus DD

      - Genre : Peponocephala
        - Baleine à tête de melon, Peponocephala electra DD

## Ordre:Carnivora(carnivores)

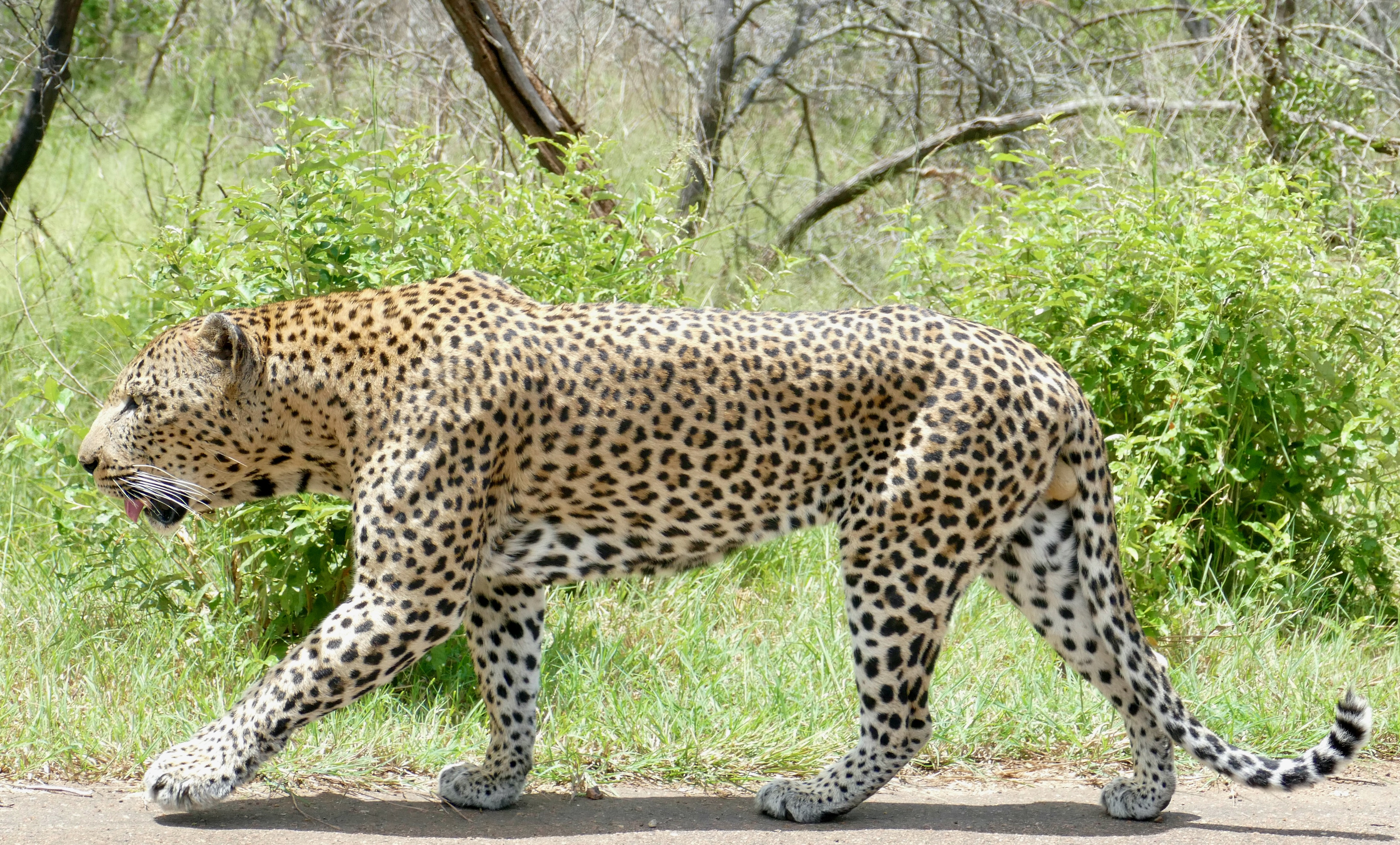
Léopard

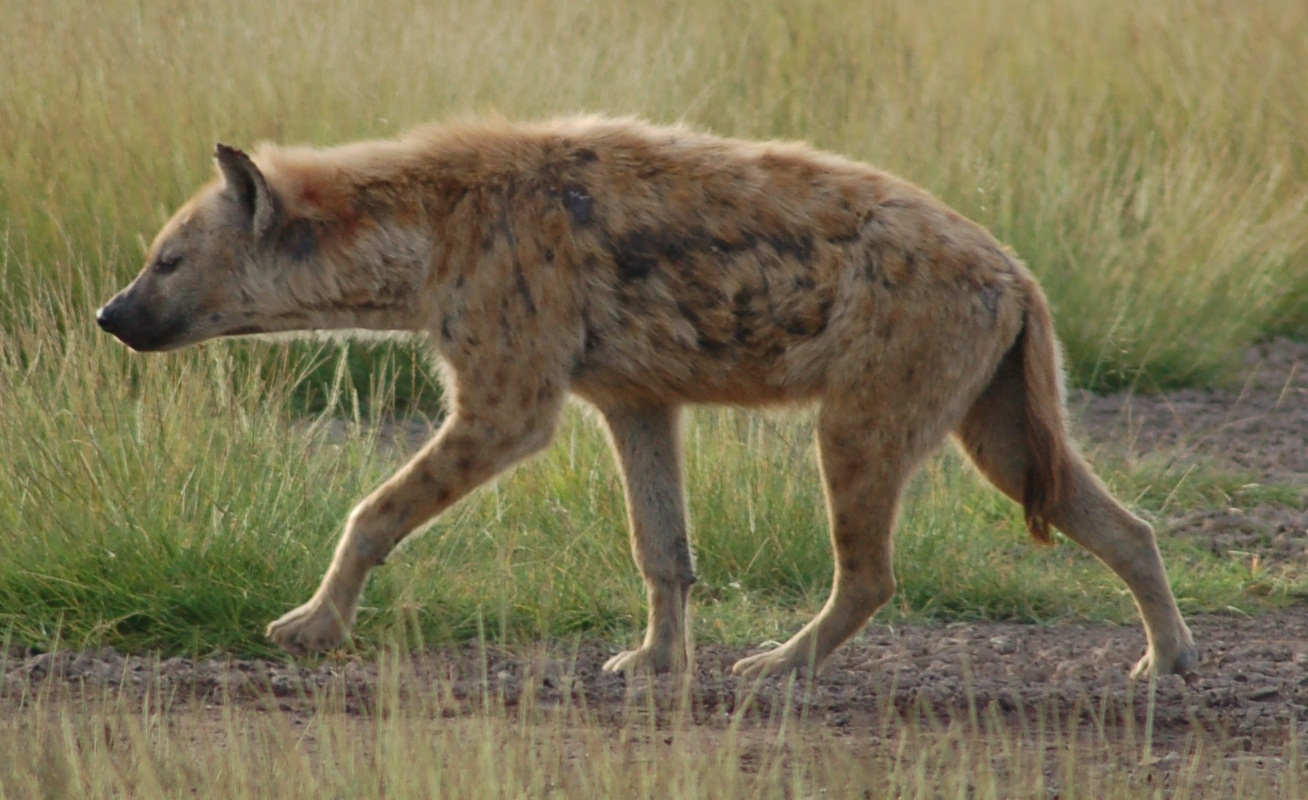
Hyène tachetée

Il y a plus de 260 espèces de carnivores, la plupart se nourrissant principalement de viande. Ils possèdent une forme de crâne et une dentition spécifiques qui les distinguent des autres ordres de mammifères.
- Sous-ordre : Feliformia
  - Famille : Félidés (chats)
    - Sous-famille : Félinés
      - Genre : Caracal
        - Caracal, C. caracal LC
        - Chat doré d'Afrique, C. aurata VU[5]

      - Genre : Leptailurus
        - Serval, L. serval LC

    - Sous-famille : Pantherinae
      - Genre : Panthère
        - Lion, Panthera leo VU
        - Léopard, Panthera pardus VU

  - Famille : Viverridés
    - Sous-famille : Viverrinae
      - Genre : Civettictis
        - Civette africaine, Civettictis civetta LC

      - Genre : Genetta
        - Genette de Johnston, Genetta johnstoni LC
        - Genette tachetée de rouille, Genetta maculata LC
        - Genette haoussa, Genetta thierryi LR/lc

      - Genre: Poiana
        - Linsang de Leighton, Poiana leightoni VU

  - Famille : Nandiniidés
    - Genre : Nandinia
      - Civette palmiste africaine, Nandinia binotata LC

  - Famille : Herpestidae (mangoustes)
    - Genre : Atilax
      - Mangouste des marais, Atilax paludinosus LC

    - Genre : Crossarchus
      - Kusimanse commun, Crossarchus obscurus LC

    - Genre : Herpestes
      - Mangouste égyptienne, Herpestes ichneumon LC
      - Mangouste élancée commune, Herpestes sanguineus LC

    - Genre : Ichneumia
      - Mangouste à queue blanche, Ichneumia albicauda LC

    - Genre : Libériictis
      - Mangouste libérienne, Liberiictis kuhni EN

    - Genre : Mungos
      - Mangouste de Gambie, Mungos gambianus LC

  - Famille : Hyaenidae (hyènes)
    - Genre : Crocuta
      - Hyène tachetée, Crocuta crocuta LC
- Sous-ordre : Caniformia
  - Famille : Canidés (chiens, renards)
    - Genre : Lupulella
      - Chacal à rayures latérales, L. adusta LC

    - Genre : Lycaon
      - Chien sauvage d'Afrique, L. pictus EN peut-être disparu

  - Famille : Mustelidae (mustélidés)
    - Genre : Ictonyx
      - Putois rayé, Ictonyx striatus LC

    - Genre : Mellivora
      - Blaireau, Mellivora capensis LC

    - Genre : Hydrictis
      - Loutre à gorge mouchetée, H. maculicollis LC

    - Genre : Aonix
      - Loutre africaine sans griffes, Aonyx capensis LC

## Ordre:Artiodactyles(ongulés à doigts pairs)

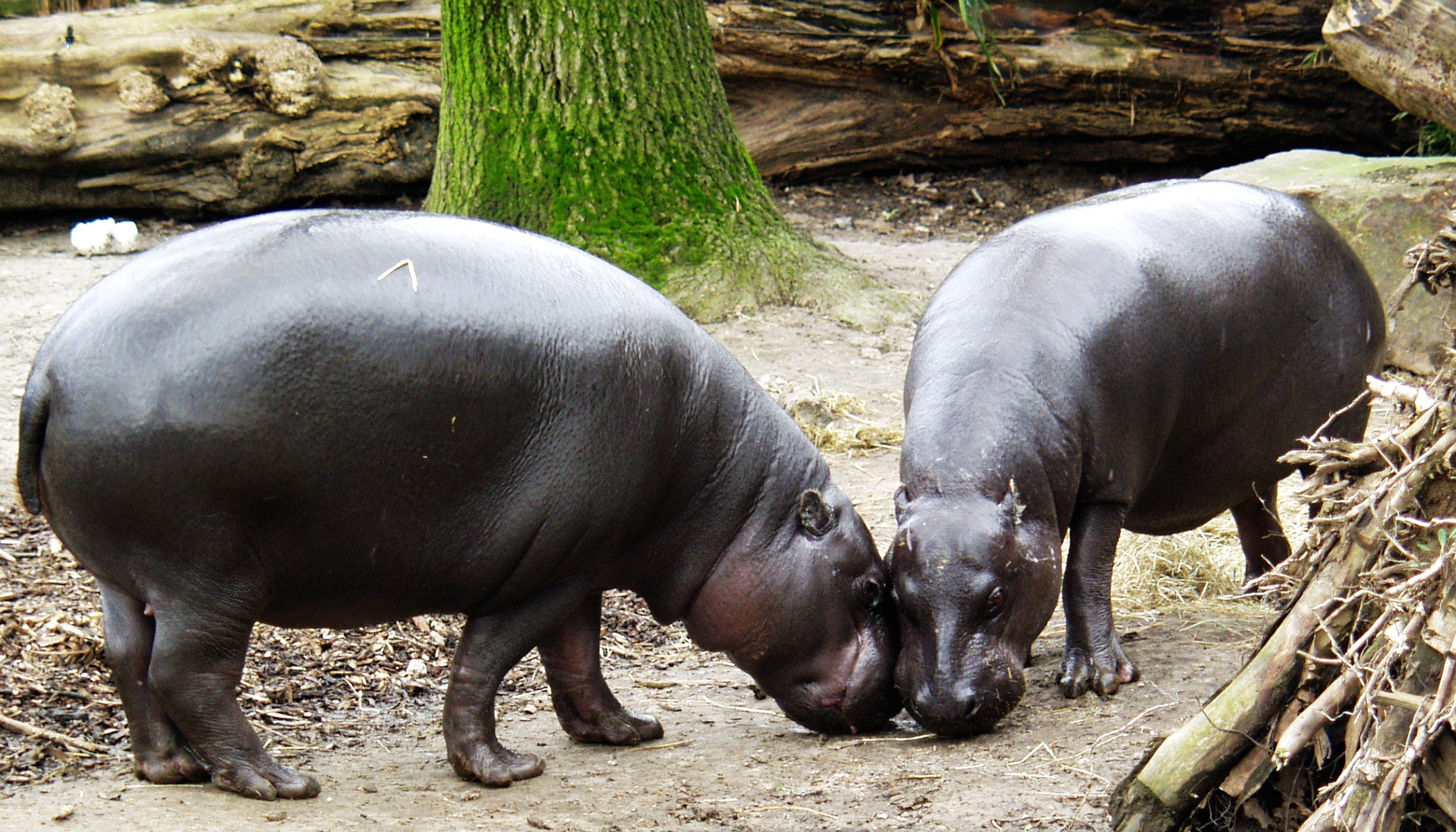
Hippopotame nain

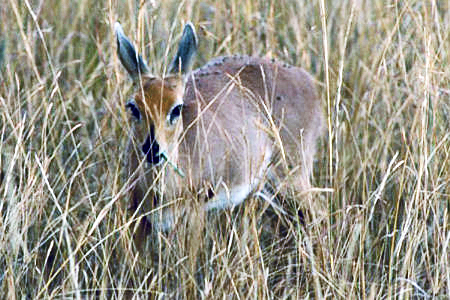
Oribi

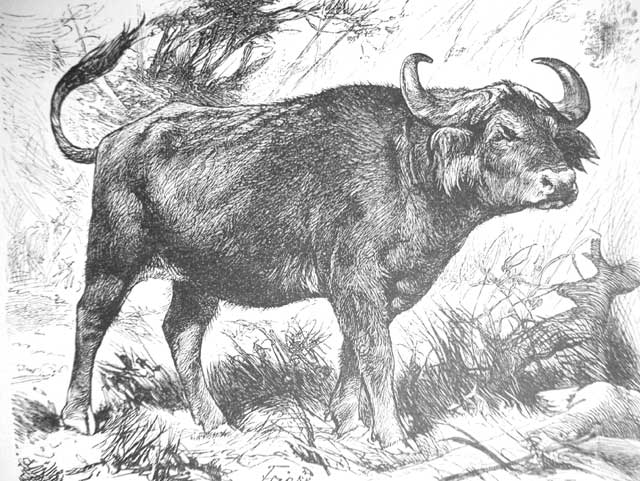
Buffle d'Afrique

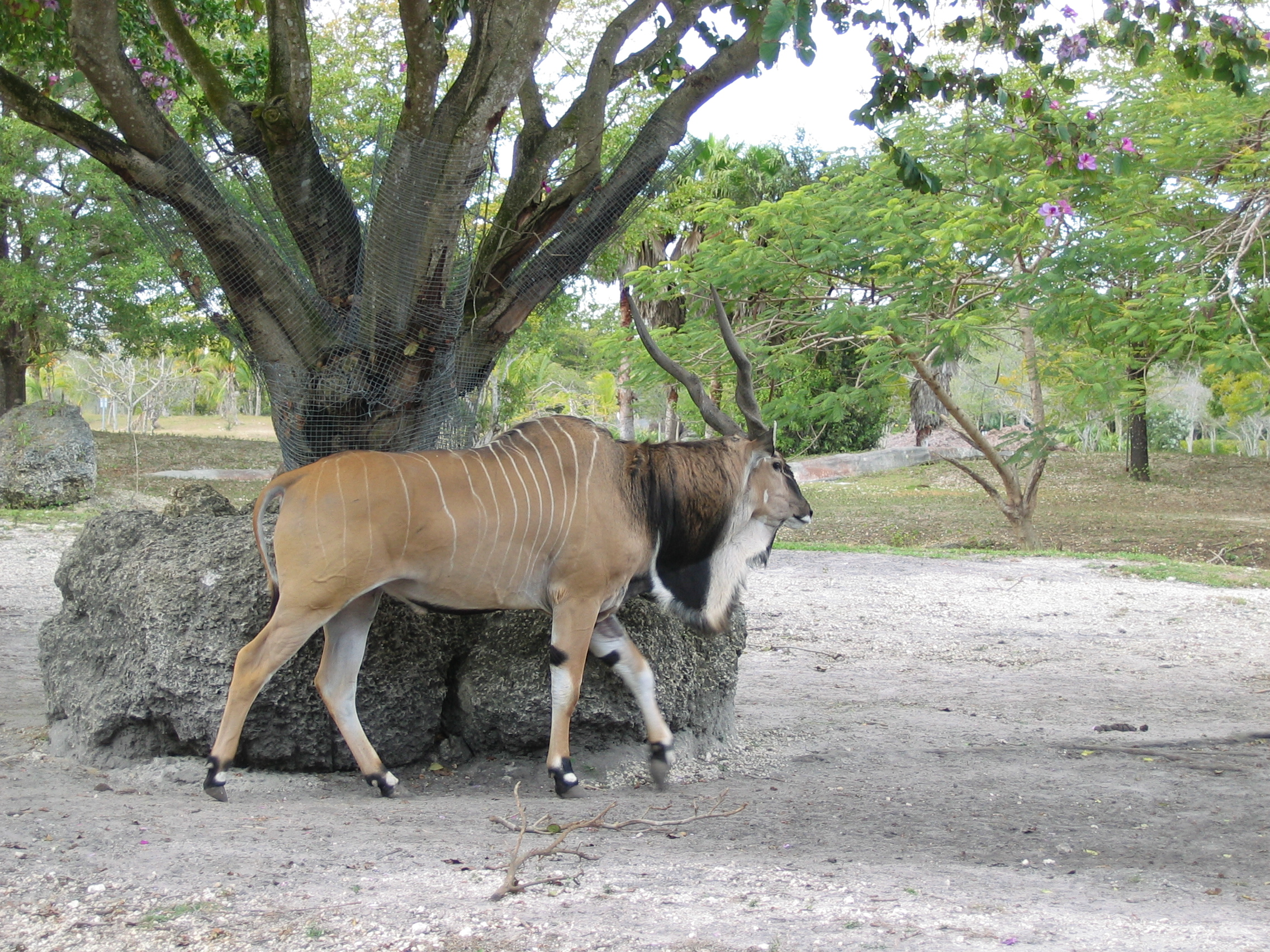
Éland géant

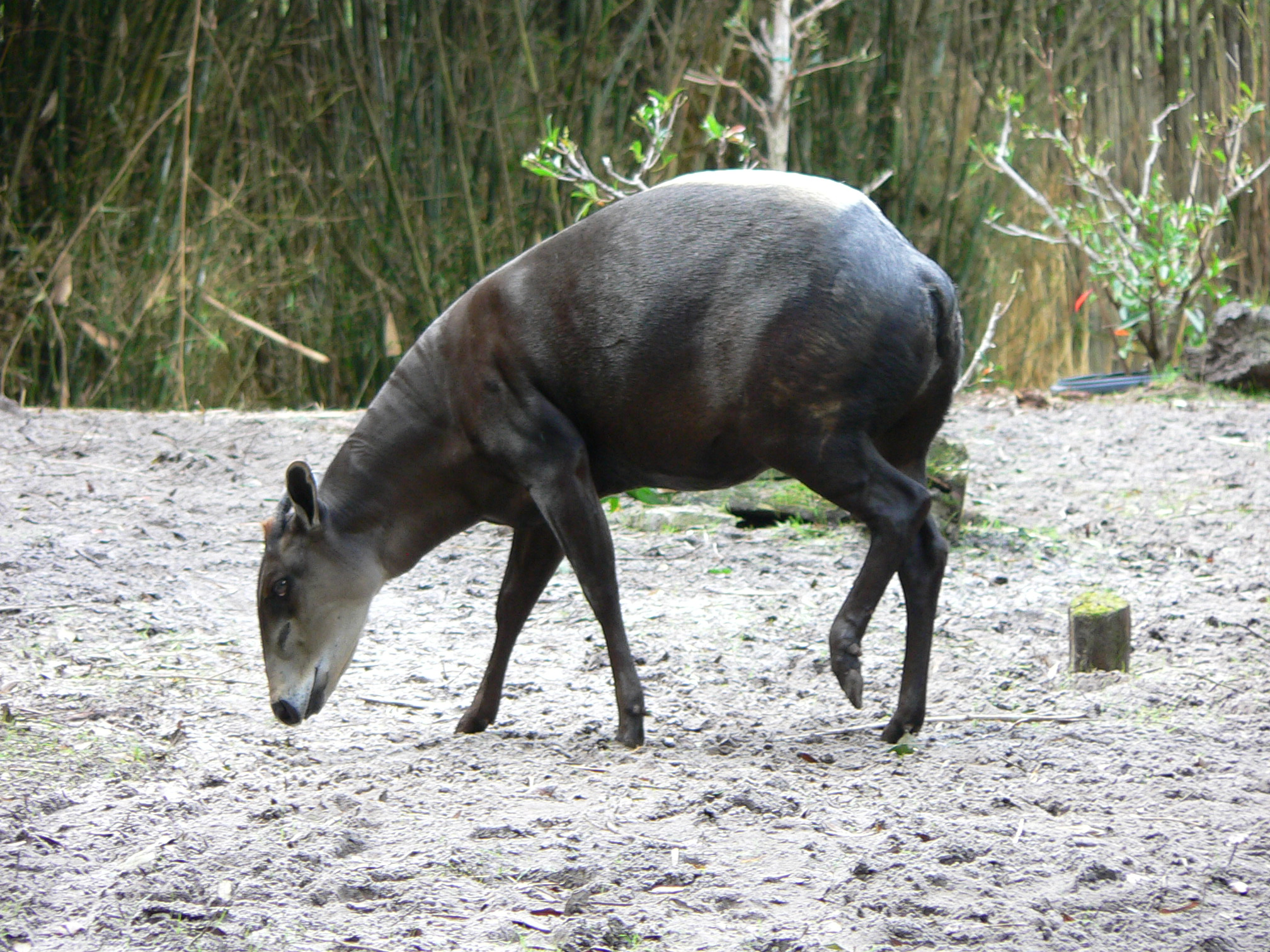
Céphalophe à dos jaune

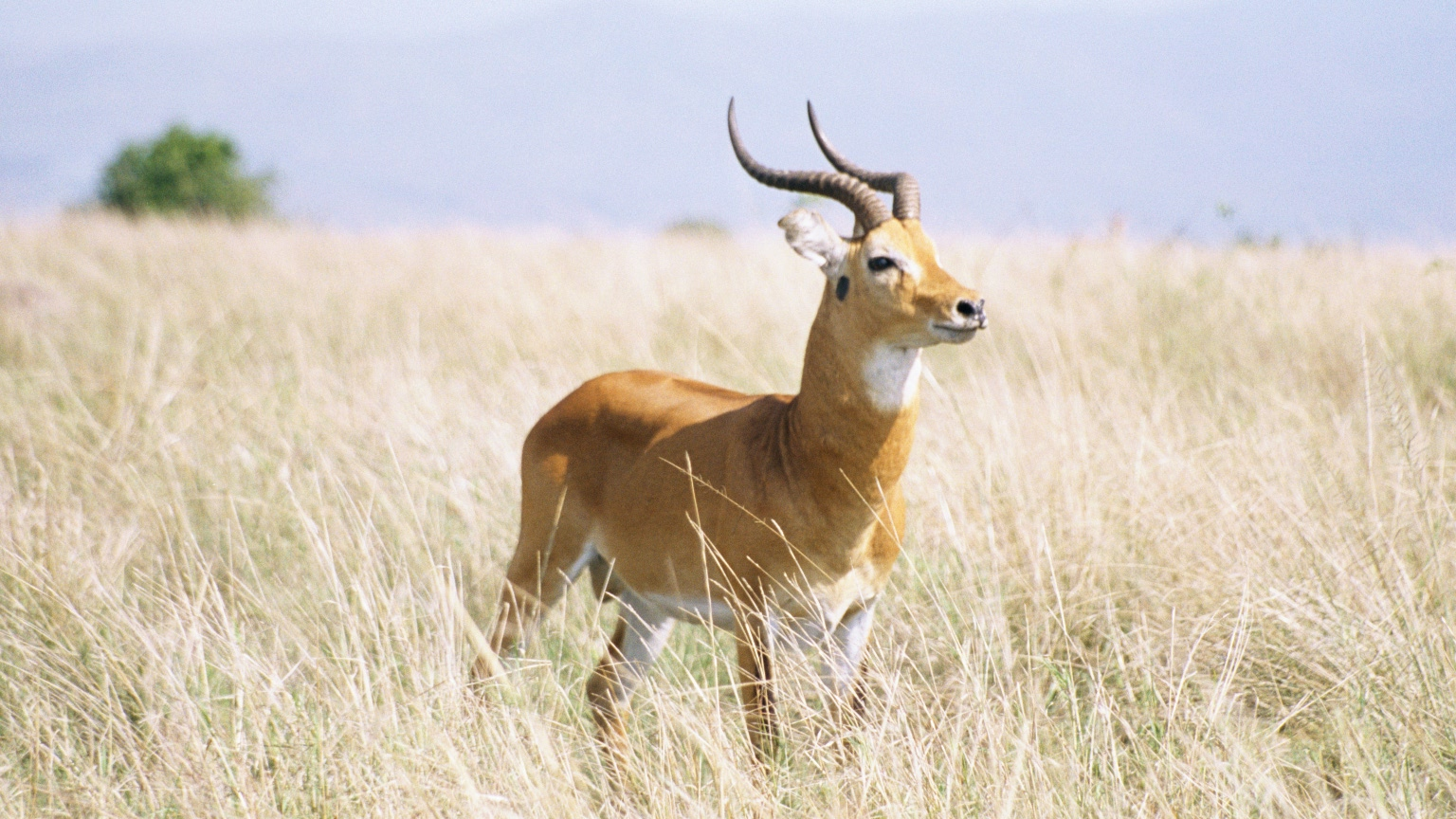
Kobe

Les ongulés à doigts pairs sont un groupe d'ongulés dont le poids est supporté de manière équitable par leurs troisième et quatrième doigts, contrairement aux périssodactyles qui se reposent principalement ou totalement sur leur troisième doigt. On compte environ 220 espèces d'artiodactyles, dont plusieurs ont une grande importance économique pour l'homme.
- Famille : Suidés (porcs)
  - Sous-famille : Phacochoerinae
    - Genre : Phacochère
      - Phacochère commun, Phacochoerus africanus LR/lc

  - Sous-famille : Suinae
    - Genre : Hylochoerus
      - Porc forestier géant, Hylochoerus meinertzhageni LR/lc

    - Genre : Potamochoerus
      - Porc de rivière rouge, Potamochoerus porcus LR/lc
- Famille : Hippopotamidae (hippopotames)
  - Genre : Choeropsis
    - Hippopotame pygmée, Choeropsis liberiensis EN

  - Genre : Hippopotame
    - Hippopotame, Hippopotamus amphibius VU
- Famille : Tragulidés
  - Genre : Hyemoschus
    - Chevrotain d'eau, Hyemoschus aquaticus DD
- Famille : Bovidés (bovins, antilopes, ovins, caprins)
  - Sous-famille : Alcelaphinae
    - Genre : Alcelaphus
      - Bubale, Alcelaphus buselaphus LR/cd

  - Sous-famille : Antilopinae
    - Genre : Néotragus
      - Antilope royale, Neotragus pygmaeus LR/nt

    - Genre : Ourebia
      - Oribi, Ourebia ourebi LR/cd

  - Sous-famille : Bovinés
    - Genre : Syncerus
      - Buffle d'Afrique, Syncerus caffer LR/cd

    - Genre : Tragelaphus
      - Éland géant, Tragelaphus derbianus LR/nt disparu
      - Bongo, Tragelaphus eurycerus LR/nt
      - Guib harnaché, Tragelaphus scriptus LR/lc
      - Sitatunga, Tragelaphus spekii LR/nt

  - Sous-famille : Cephalophinae
    - Genre : Céphalophe
      - Céphalophe bai, Cephalophus dorsalis LR/nt
      - Céphalophe de Jentink, Cephalophus jentinki VU
      - Céphalophe de Maxwell, Cephalophus maxwellii LR/nt
      - Céphalophe bleu, Cephalophus monticola LR/lc
      - Céphalophe noir, Cephalophus niger LR/nt
      - Céphalophe d'Ogilby, Cephalophus ogilbyi LR/nt
      - Céphalophe à flancs rouges, Cephalophus rufilatus LR/cd
      - Céphalophe à dos jaune, Cephalophus silvicultor LR/nt
      - Céphalophe zébré, Cephalophus zebra VU

    - Genre : Sylvicapra
      - Céphalophe commun, Sylvicapra grimmia LR/lc

  - Sous-famille : Hippotraginae
    - Genre : Hippotragus
      - Antilope rouanne, Hippotragus equinus LR/cd

  - Sous-famille : Reduncinae
    - Genre : Kobus
      - Cobe à croissant, Kobus ellipsiprymnus LR/cd
      - Kob, Kobus kob LR/cd

    - Genre : Redunca
      - Bohor roseau, Redunca redunca LR/cd